# Euathlus latithorax
Euathlus latithorax är en spindelart som först beskrevs av Embrik Strand 1908.  Euathlus latithorax ingår i släktet Euathlus och familjen fågelspindlar. Inga underarter finns listade i Catalogue of Life.